# Disciplina (mitología)
Disciplina, en la mitología romana,  fue una deidad menor y personificación de la disciplina. La propia palabra disciplina es latina, con diferentes significados; puede referirse a la educación y la formación, al autocontrol y la determinación, al conocimiento en un campo concreto de estudio o a una manera ordenada de la vida. 
Como deidad, introducida por el emperador Adriano fundamentalmente para potenciar la eficacia de su ejército, debía encarnar estas cualidades a sus adoradores, principalmente a los soldados romanos imperiales, especialmente los que vivían a lo largo de las fronteras del Imperio Romano. Se han encontrado altares dedicados a ella en Gran Bretaña y el Norte de África. El fuerte de Cilurnum en la Muralla de Adriano fue dedicado a la diosa Disciplina, como lo atestigua una inscripción dedicatoria sobre un altar de piedra encontrado en 1978. Sus seguidores debían guiarse por sus principales virtudes, las frugalitas, severitas y fidelis-la frugalidad, la severidad, y la fidelidad. Ante la adoración de la diosa Disciplina, un soldado debía hacerse frugal en todos los sentidos: con el dinero, la energía y sus acciones. Por la virtud de la severitas debía mostrar un comportamiento centrado, determinado, no fácilmente disuadible. Debía ser fiel a su unidad, ejército, oficiales y al pueblo romano.